# Campeonato Mundial de Natação em Piscina Curta de 2016 - 100 m livre masculino
A prova dos 100 metros nado livre masculino do Campeonato Mundial de Natação em Piscina Curta de 2016 foi disputado entre 10 e 11 de dezembro no Centro WFCU em Windsor, Canadá.

## Recordes
Antes desta competição, os recordes mundiais e do campeonato nesta prova eram os seguintes:
|                       | Nome             | Nacionalidade | Tempo | Local  | Data                   |
| --------------------- | ---------------- | ------------- | ----- | ------ | ---------------------- |
| Recorde mundial       | Amaury Leveaux   | França        | 44.94 | Rijeka | 13 de dezembro de 2008 |
| Recorde do campeonato | Vladimir Morozov | Rússia        | 45.51 | Doha   | 3 de dezembro de 2014  |

## Medalhistas
| Ouro                | Prata                | Bronze                  |
| Simonas Bilis (LTU) | Shinri Shioura (JPN) | Tommaso D'Orsogna (AUS) |

## Resultados

### Eliminatórias
As eliminatórias ocorreram dia 10 de dezembro com um total de 157 nadadores.  
| Colocação | Bateria | Raia | Nome                      | Nacionalidade            | Tempo   | Notas |
| --------- | ------- | ---- | ------------------------- | ------------------------ | ------- | ----- |
| 1         | 15      | 6    | Blake Pieroni             | Estados Unidos           | 46.76   | Q     |
| 2         | 13      | 5    | Yuri Kisil                | Canadá                   | 46.79   | Q     |
| 3         | 14      | 4    | Mehdy Metella             | França                   | 47.13   | Q     |
| 4         | 12      | 2    | Taehwan Park              | Coreia do Sul            | 47.19   | Q     |
| 5         | 13      | 2    | Simonas Bilis             | Lituânia                 | 47.39   | Q     |
| 6         | 14      | 0    | Mislav Sever              | Croácia                  | 47.43   | Q     |
| 7         | 12      | 4    | Marius Kusch              | Alemanha                 | 47.48   | Q     |
| 8         | 14      | 3    | Clement Mignon            | França                   | 47.53   | Q     |
| 9         | 11      | 5    | Matias Koski              | Finlândia                | 47.55   | Q     |
| 10        | 15      | 5    | Tommaso D'Orsogna         | Austrália                | 47.57   | Q     |
| 11        | 14      | 5    | Michael Chadwick          | Estados Unidos           | 47.60   | Q     |
| 12        | 14      | 6    | Shinri Shioura            | Japão                    | 47.68   | Q     |
| 13        | 16      | 6    | Oussama Sahnoune          | Argélia                  | 47.70   | Q     |
| 14        | 14      | 2    | Luca Dotto                | Itália                   | 47.72   | Q     |
| 15        | 12      | 6    | Benjamin Hockin           | Paraguai                 | 47.78   | Q     |
| 15        | 15      | 3    | Nikita Lobintsev          | Rússia                   | 47.78   | Q     |
| 17        | 1       | 7    | Anders Lie Nielsen        | Dinamarca                | 47.81   |       |
| 18        | 16      | 4    | Vladimir Morozov          | Rússia                   | 47.82   |       |
| 19        | 15      | 7    | Christoffer Carlsen       | Suécia                   | 47.88   |       |
| 20        | 14      | 9    | Douglas Erasmus           | África do Sul            | 47.96   |       |
| 21        | 11      | 2    | Miguel Nascimento         | Portugal                 | 48.00   |       |
| 22        | 14      | 7    | Brayden McCarthy          | Austrália                | 48.03   |       |
| 23        | 16      | 7    | Daniel Hunter             | Nova Zelândia            | 48.04   |       |
| 24        | 13      | 7    | Kristian Gkolomeev        | Grécia                   | 48.07   |       |
| 25        | 14      | 1    | Yongquing Lin             | China                    | 48.13   |       |
| 26        | 16      | 3    | Adam Barrett              | Reino Unido              | 48.14   |       |
| 27        | 16      | 5    | Pieter Timmers            | Bélgica                  | 48.15   |       |
| 28        | 10      | 6    | Maksim Lobanovskii        | Hungria                  | 48.19   |       |
| 28        | 13      | 0    | Apostolos Christou        | Grécia                   | 48.19   |       |
| 30        | 15      | 4    | Chad Le Clos              | África do Sul            | 48.31   |       |
| 31        | 12      | 5    | Markus Lie                | Noruega                  | 48.33   |       |
| 31        | 16      | 8    | Kyle Stolk                | Países Baixos            | 48.33   |       |
| 33        | 15      | 1    | Artsiom Machexin          | Bielorrússia             | 48.37   |       |
| 34        | 14      | 8    | Kenta Ito                 | Japão                    | 48.39   |       |
| 35        | 16      | 2    | Mindaugas Sadauskas       | Lituânia                 | 48.44   |       |
| 36        | 13      | 4    | Khader Baqlah             | Jordânia                 | 48.53   |       |
| 37        | 16      | 0    | Nyls Korstanje            | Países Baixos            | 48.54   |       |
| 38        | 16      | 1    | Jasper Aerents            | Bélgica                  | 48.57   |       |
| 39        | 11      | 1    | Daniel Carranza           | México                   | 48.58   |       |
| 40        | 12      | 3    | Fernando Scheffer         | Brasil                   | 48.67   |       |
| 41        | 13      | 9    | Jan Sefl                  | Chéquia                  | 48.69   |       |
| 42        | 15      | 8    | Baslakov Iskender         | Turquia                  | 48.74   |       |
| 43        | 12      | 1    | Andrii Khloptsov          | Ucrânia                  | 48.77   |       |
| 43        | 12      | 7    | Sebastian Ovesen          | Dinamarca                | 48.77   |       |
| 43        | 16      | 9    | Anton Latkin              | Bielorrússia             | 48.77   |       |
| 46        | 13      | 8    | Markus Thormeyer          | Canadá                   | 48.85   |       |
| 47        | 15      | 9    | David Gamburg             | Israel                   | 48.92   |       |
| 48        | 13      | 6    | Adam Telegdy              | Hungria                  | 49.08   |       |
| 49        | 15      | 0    | Vladimir Stefanik         | Eslováquia               | 49.13   |       |
| 50        | 10      | 4    | Jordan Sloan              | Irlanda                  | 49.16   |       |
| 51        | 11      | 4    | Uvis Kalinis              | Letônia                  | 49.17   |       |
| 52        | 12      | 0    | Kin Tat Kent Cheung       | Hong Kong                | 49.22   |       |
| 53        | 10      | 3    | Charles Hockin Brusquetti | Paraguai                 | 49.30   |       |
| 54        | 13      | 1    | Hexin Yu                  | China                    | 49.33   |       |
| 55        | 13      | 3    | Daniel Forndal            | Suécia                   | 49.52   |       |
| 56        | 8       | 6    | Moktar Al-Yamani          | Iêmen                    | 49.55   |       |
| 57        | 11      | 6    | Mazen Elkamash            | Egito                    | 49.56   |       |
| 58        | 12      | 9    | Kai Quan Yeo              | Singapura                | 49.57   |       |
| 59        | 11      | 7    | Tomas Franta              | Chéquia                  | 49.59   |       |
| 60        | 10      | 8    | Luis Flores Bellina       | Porto Rico               | 49.61   |       |
| 61        | 11      | 9    | Aron Orn Stefansson       | Islândia                 | 49.65   |       |
| 62        | 8       | 8    | Gabriel Lopes             | Portugal                 | 49.69   |       |
| 63        | 1       | 2    | Igor Mogne                | Moçambique               | 49.76   |       |
| 64        | 10      | 5    | Xander Skinner            | Namíbia                  | 49.77   |       |
| 65        | 9       | 6    | Kevin Avila               | Guatemala                | 49.79   |       |
| 66        | 10      | 9    | Angelo Simic              | Bósnia e Herzegovina     | 49.86   |       |
| 67        | 6       | 4    | Marko Blazhevski          | Macedônia do Norte       | 50.17   |       |
| 68        | 11      | 0    | Matthew Zammit            | Malta                    | 50.19   |       |
| 69        | 5       | 1    | Kyle Abeysinghe           | Sri Lanka                | 50.23   |       |
| 70        | 7       | 5    | Alex Sobers               | Barbados                 | 50.35   |       |
| 71        | 8       | 9    | Abdoul Niane              | Senegal                  | 50.38   |       |
| 72        | 9       | 5    | Sam Seghers               | Papua-Nova Guiné         | 50.39   |       |
| 73        | 11      | 8    | Oliver Elliot             | Chile                    | 50.40   |       |
| 74        | 9       | 4    | Gabriel Fleitas           | Uruguai                  | 50.62   |       |
| 75        | 7       | 7    | Ho Lun Raymond Mak        | Hong Kong                | 50.63   |       |
| 76        | 10      | 2    | Ilijan Malcic             | Bósnia e Herzegovina     | 50.65   |       |
| 77        | 9       | 3    | Jean-Luc Joel Zephir      | Santa Lúcia              | 50.89   |       |
| 78        | 7       | 8    | Axel Ngui                 | Filipinas                | 50.97   |       |
| 79        | 10      | 7    | Mathieu Marquet           | Ilhas Maurícias          | 51.04   |       |
| 80        | 9       | 2    | Matt Galea                | Malta                    | 51.14   |       |
| 81        | 8       | 4    | Matias Pinto              | Chile                    | 51.16   |       |
| 82        | 9       | 1    | Jhonny Perez              | República Dominicana     | 51.30   |       |
| 83        | 9       | 0    | Juan Dobles               | Costa Rica               | 51.36   |       |
| 84        | 10      | 1    | Stanislav Karnaukhov      | Quirguistão              | 51.60   |       |
| 85        | 10      | 0    | Arsham Mirzaei            | Irão                     | 51.73   |       |
| 86        | 9       | 7    | Dylan Koo                 | Singapura                | 51.85   |       |
| 87        | 7       | 4    | Steven Kimani Maina       | Quênia                   | 51.90   |       |
| 88        | 5       | 2    | Adel Elfakir              | Líbia                    | 51.97   |       |
| 88        | 8       | 7    | Teimuraz Kobakhidze       | Geórgia                  | 51.97   |       |
| 90        | 5       | 0    | Irakli Revishivili        | Geórgia                  | 52.01   |       |
| 91        | 7       | 6    | Abdullah Al-Doori         | Iraque                   | 52.12   |       |
| 92        | 8       | 0    | Pedro Pinotes             | Angola                   | 52.15   |       |
| 93        | 6       | 6    | Alex Mccallum             | Ilhas Caimã              | 52.20   |       |
| 94        | 8       | 2    | Omiros Zagkas             | Chipre                   | 52.22   |       |
| 95        | 5       | 9    | Eric Fernandez Malvar     | Andorra                  | 52.23   |       |
| 95        | 6       | 5    | Anthony Barbar            | Líbano                   | 52.23   |       |
| 97        | 5       | 5    | Hugo Gonzalez Miranda     | Panamá                   | 52.24   |       |
| 98        | 7       | 0    | James Sanderson           | Gibraltar                | 52.29   |       |
| 99        | 1       | 3    | Sebastien Kouma           | Mali                     | 52.30   |       |
| 100       | 6       | 3    | Adrian Hoek               | Curaçau                  | 52.32   |       |
| 101       | 1       | 1    | Mohammad Mahfizur Rahman  | Bangladesh               | 52.65   |       |
| 102       | 8       | 5    | Miguel Mena               | Nicarágua                | 52.67   |       |
| 103       | 4       | 5    | Stanford Kawale           | Papua-Nova Guiné         | 52.78   |       |
| 104       | 4       | 2    | Antonio Gonzalez          | Costa Rica               | 52.80   |       |
| 105       | 8       | 1    | Eisner Barberena Espinoza | Nicarágua                | 52.89   |       |
| 106       | 7       | 2    | Vladimir Mamikonyan       | Armênia                  | 52.96   |       |
| 107       | 9       | 9    | Vahan Mkhitaryan          | Armênia                  | 53.00   |       |
| 108       | 6       | 0    | Delgerkhuu Myagmar        | Mongólia                 | 53.01   |       |
| 109       | 5       | 3    | Stefano Mitchell          | Antígua e Barbuda        | 53.05   |       |
| 109       | 6       | 7    | Joao Matias               | Angola                   | 53.05   |       |
| 111       | 6       | 8    | Ivan Soruco               | Bolívia                  | 53.09   |       |
| 112       | 5       | 6    | Jeancarlo Calderon Harper | Panamá                   | 53.24   |       |
| 113       | 4       | 9    | Hannibal David Gaskin     | Guiana                   | 53.33   |       |
| 114       | 6       | 2    | Issa Mohamed              | Quênia                   | 53.46   |       |
| 115       | 4       | 6    | Dean Hoffmann             | Seicheles                | 53.50   |       |
| 116       | 1       | 6    | Jeremy Bryan Lim          | Filipinas                | 53.56   |       |
| 117       | 5       | 7    | George Jabbour            | Honduras                 | 53.79   |       |
| 118       | 5       | 8    | Zandanbal Gunsennorov     | Mongólia                 | 53.93   |       |
| 119       | 6       | 1    | Heriniavo Rasolonjatovo   | Madagáscar               | 54.08   |       |
| 120       | 6       | 9    | Christian Nikles          | Brunei                   | 54.09   |       |
| 121       | 7       | 3    | Cheng Man Yum             | Macau                    | 54.17   |       |
| 122       | 3       | 3    | Matthew Ives              | Botswana                 | 54.25   |       |
| 123       | 3       | 2    | Temaruata Strickland      | Ilhas Cook               | 54.61   |       |
| 124       | 4       | 1    | Samuele Rossi             | Seicheles                | 54.63   |       |
| 125       | 4       | 8    | David Hitchcock           | Gibraltar                | 55.01   |       |
| 126       | 4       | 4    | Marco Flores              | Honduras                 | 55.09   |       |
| 127       | 4       | 7    | Franci Aleksi             | Albânia                  | 55.58   |       |
| 128       | 3       | 0    | Tanner Poppe              | Guam                     | 56.17   |       |
| 129       | 3       | 4    | Ibrahim Nishwan           | Maldivas                 | 56.25   |       |
| 130       | 4       | 0    | Andrew Fowler             | Guiana                   | 56.42   |       |
| 131       | 2       | 6    | Adil Bharmal              | Tanzânia                 | 56.60   |       |
| 132       | 3       | 6    | Daryl Appleton            | Antígua e Barbuda        | 56.82   |       |
| 133       | 3       | 5    | Nabeel Hatoum             | Palestina                | 57.08   |       |
| 134       | 3       | 8    | Christian Villacrusis     | Marianas Setentrionais   | 57.39   |       |
| 135       | 3       | 7    | Cruz Halbich              | São Vicente e Granadinas | 57.51   |       |
| 136       | 2       | 7    | Olim Kurbanov             | Tajiquistão              | 57.62   |       |
| 137       | 2       | 2    | Salofi Charles Welch      | Marianas Setentrionais   | 57.65   |       |
| 138       | 2       | 1    | Tongli Panuve             | Tonga                    | 57.97   |       |
| 139       | 3       | 1    | Devin Tyrek Boodha        | Santa Lúcia              | 58.47   |       |
| 140       | 2       | 0    | Michael Swift             | Malawi                   | 59.15   |       |
| 141       | 2       | 5    | Aaron de Freitas          | São Vicente e Granadinas | 59.18   |       |
| 142       | 2       | 4    | Tommy Imazu               | Guam                     | 1.00.17 |       |
| 143       | 3       | 9    | Albarchir Mouctar         | Níger                    | 1.00.65 |       |
| 144       | 2       | 8    | Simphiwe Dlamini          | Essuatíni                | 1.02.90 |       |
| 145       | 1       | 4    | Alijon Khairulloev        | Tajiquistão              | 1.03.84 |       |
| -         | 1       | 5    | Frantz Dorsainvil         | Haiti                    |         | DNS   |
| -         | 2       | 3    | Belly-Cresus Ganira       | Burundi                  |         | DNS   |
| -         | 2       | 9    | Jefferson Kpanou          | Benim                    |         | DNS   |
| -         | 4       | 3    | Bakr Salam Ali Al-Dulaimi | Iraque                   |         | DNS   |
| -         | 5       | 4    | Paul Elaisa               | Fiji                     |         | DNS   |
| -         | 7       | 1    | David van der Colff       | Botswana                 |         | DNS   |
| -         | 7       | 9    | Thibault Danho            | Costa do Marfim          |         | DNS   |
| -         | 8       | 3    | Ayman Kelzi               | Síria                    |         | DNS   |
| -         | 9       | 8    | Meli Malani               | Fiji                     |         | DNS   |
| -         | 11      | 3    | Riku Pöytäkivi            | Finlândia                |         | DNS   |
| -         | 12      | 8    | Aleksey Tarasenko         | Uzbequistão              |         | DNS   |
| -         | 15      | 2    | Dylan Carter              | Trinidad e Tobago        |         | DNS   |

### Semifinal
A semifinal  ocorreu dia 8 de dezembro. 

#### Semifinal 1
| Colocação | Raia | Nome              | Nacionalidade | Tempo | Notas |
| --------- | ---- | ----------------- | ------------- | ----- | ----- |
| 1         | 7    | Shinri Shioura    | Japão         | 46.77 | Q     |
| 2         | 5    | Taehwan Park      | Coreia do Sul | 46.89 | Q     |
| 3         | 1    | Luca Dotto        | Itália        | 47.12 | Q     |
| 4         | 2    | Tommaso D'Orsogna | Austrália     | 47.30 | Q     |
| 5         | 3    | Mislav Sever      | Croácia       | 47.40 |       |
| 6         | 4    | Yuri Kisil        | Canadá        | 47.42 |       |
| 7         | 8    | Nikita Lobintsev  | Rússia        | 47.43 |       |
| 8         | 6    | Clement Mignon    | França        | 47.64 |       |

#### Semifinal 2
| Colocação | Raia | Nome             | Nacionalidade  | Tempo | Notas |
| --------- | ---- | ---------------- | -------------- | ----- | ----- |
| 1         | 4    | Blake Pieroni    | Estados Unidos | 46.70 | Q     |
| 2         | 3    | Simonas Bilis    | Lituânia       | 46.73 | Q     |
| 3         | 5    | Mehdy Metella    | França         | 47.16 | Q     |
| 4         | 6    | Marius Kusch     | Alemanha       | 47.27 | Q     |
| 5         | 1    | Oussama Sahnoune | Argélia        | 47.39 |       |
| 6         | 2    | Matias Koski     | Finlândia      | 47.65 |       |
| 6         | 8    | Benjamin Hockin  | Paraguai       | 47.65 |       |
| 8         | 7    | Michael Chadwick | Estados Unidos | 47.96 |       |

### Final
A final teve sua disputa realizada em 11 de dezembro. 
| Colocação         | Raia | Nome              | Nacionalidade  | Tempo | Notas            |
| ----------------- | ---- | ----------------- | -------------- | ----- | ---------------- |
| Medalha de ouro   | 5    | Simonas Bilis     | Lituânia       | 46.58 |                  |
| Medalha de prata  | 3    | Shinri Shioura    | Japão          | 46.59 | Recorde asiático |
| Medalha de bronze | 8    | Tommaso D'Orsogna | Austrália      | 46.70 |                  |
| 4                 | 4    | Blake Pieroni     | Estados Unidos | 46.88 |                  |
| 5                 | 2    | Luca Dotto        | Itália         | 46.95 |                  |
| 6                 | 7    | Mehdy Metella     | França         | 47.08 |                  |
| 7                 | 6    | Taehwan Park      | Coreia do Sul  | 47.09 |                  |
| 8                 | 1    | Marius Kusch      | Alemanha       | 47.44 |                  |

Legenda
| Recorde mundial       | Recorde mundial (World record)               |                       | Recorde africano                      | Recorde africano (African) |                                           | Q | Classificado por posição (Qualified) |
| Recorde do campeonato | Recorde do campeonato (Championship record)  | Recorde da América    | Recorde da América (Americas)         | q                          | Classificado por melhor tempo (Qualified) |   |                                      |
| Melhor marca do ano   | Melhor marca do ano (World leading)          | Recorde asiático      | Recorde asiático (Asian)              | DNS                        | Não largou (Did not start)                |   |                                      |
| Recorde nacional      | Recorde nacional (National record)           | Recorde europeu       | Recorde europeu (European)            | DNF                        | Não terminou (Did not finish)             |   |                                      |
| Recorde pessoal       | Recorde pessoal do atleta (Personal best)    | Recorde da Oceania    | Recorde da Oceania (Oceania)          | DSQ / DQ                   | Desclassificado (Disqualified)            |   |                                      |
| Recorde da temporada  | Recorde da temporada do atleta (Season best) | Recorde sul-americano | Recorde sul-americano (South America) | NM                         | Sem marca (No mark)                       |   |                                      |